# Adolf Heeb
Adolf Heeb (nascido em 11 de julho de 1940) é um ex-ciclista e político listenstainiano que competiu no ciclismo nos Jogos Olímpicos de Verão de 1960 representando o Liechtenstein.